# Velká písečná biosférická rezervace (Queensland)

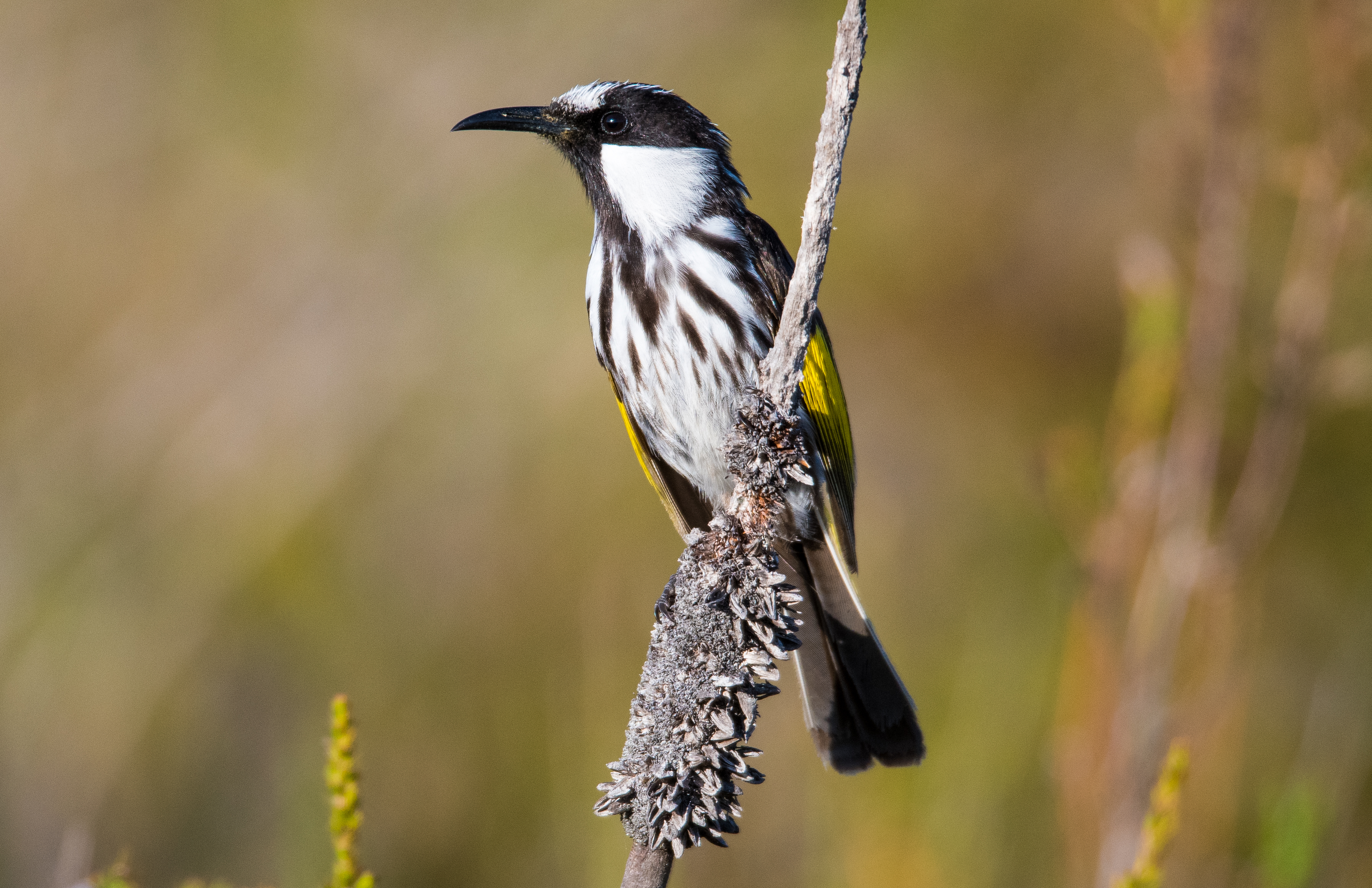
medosavka bělolící je typickým obyvatelem flóry rezervace

Velká písečná biosférická rezervace v australském státě Queensland, se rozprostírá na březích a v pobřežních vodách u regionů Fraser Coast a Gympie, ostrova Fraser, a v zátoce Hervey Bay.

Biosférická rezervace byla popsána UNESCO v roce 2016 jako:
Velká písečná biosférická rezervace se nachází v jihovýchodní části Queenslandu ve východní části Austrálie. Svůj věhlas si získala pro svůj kulturní a ekologický význam, rezervace se skládá z úžiny Great Sandy Strait a ostrova Fraser. Soubor obsahuje největší písečný ostrov a písečné pobřeží na světě.

Biosférická rezervace byla založena v roce 2009 a jejími řídícími orgány jsou Burnett Mary - regionální skupina pro správu přírodních zdrojů, Agentura pro ochranu životního prostředí Queenslandu, Služby Queenslandských parků a divočiny, a místní regionální správy oblastí Fraser Coast a regionu Gympie.